# Katarzyna Baranowska
Katarzyna Baranowska (ur. 13 września 1987 r. w Szczecinie) – polska pływaczka pływająca głównie stylem zmiennym, mistrzyni Europy z Triestu i Helsinek, rekordzistka Polski. Absolwentka Szkoły Mistrzostwa Sportowego w Szczecinie.

## Osiągnięcia
- Igrzyska Olimpijskie (basen 50-metrowy)
  - Pekin 2008 - 9. miejsce (400 m stylem zmiennym)
  - Pekin 2008 - 8. miejsce (200 m stylem zmiennym)
  - Rio de Janeiro 2016 - 39. miejsce (200 m stylem zmiennym)
- Mistrzostwa Świata
  - Montreal 2005 - 5. miejsce (200 m stylem zmiennym)
- Mistrzostwa Europy
  - Budapeszt 2006 - 3. miejsce (400 m stylem zmiennym)
  - Budapeszt 2006 - 2. miejsce (200 m stylem zmiennym)
  - Eindhoven 2008 - 5. miejsce (400 m stylem zmiennym)
  - Londyn 2016 - 31. miejsce (200 m stylem zmiennym)
- Mistrzostwa Europy (basen 25-metrowy)
  - Triest 2005 - 1. miejsce (200 m stylem zmiennym)
  - Triest 2005 - 1. miejsce (400 m stylem zmiennym)
  - Helsinki 2006 - 1. miejsce (200 m stylem zmiennym)
  - Helsinki 2006 - 2. miejsce (400 m stylem zmiennym)
  - Debreczyn 2007 - 2. miejsce (200 m stylem zmiennym)

## Rekordy Polski
- 400 m stylem zmiennym na basenie 25-metrowym: 4:32,78 podczas ME w Helsinkach, 2006
- 200 m stylem zmiennym na basenie 25-metrowym: 2:09,47 podczas ME w Helsinkach, 2006
- 200 m stylem zmiennym na basenie 50-metrowym: 2:12,13 podczas Igrzysk Olimpijskich w Pekinie, 2008 (półfinał)
- 400 m stylem zmiennym na basenie 50-metrowym: 4:39,92 podczas MP w Gorzowie Wielkopolskim, 2007
- 400 m stylem zmiennym na basenie 50-metrowym: 4:36:95 podczas Igrzysk olimpijskich w Pekinie, 2008